# Sifalaete Ulu
Sifalaete Ulu is een bestuurslaag in het regentschap Gunungsitoli van de provincie Noord-Sumatra, Indonesië. Sifalaete Ulu telt 1032 inwoners (volkstelling 2010).